# Carlton House Terrace
Ne doit pas être confondu avec Carlton House.
Carlton House Terrace désigne à la fois un ensemble résidentiel du quartier de St James's dans la Cité de Westminster à Londres et la rue qui le borde.

## Situation et accès
La façade sud des deux immeubles de Carlton House Terrace borde le côté nord-est de The Mall, la voie triomphale qui relie le palais de Buckingham à l'Admiralty Arch, puis à Trafalgar Square.
La façade nord longe la rue éponyme de Carlton House Terrace, bordée également par Waterloo Gardens, ainsi que Waterloo Place dont le côté sud se trouve au niveau de l'espace situé entre les deux bâtiments.
La station de métro la plus proche est Charing Cross, où circulent les trains des lignes  Bakerloo  Northern.

## Description

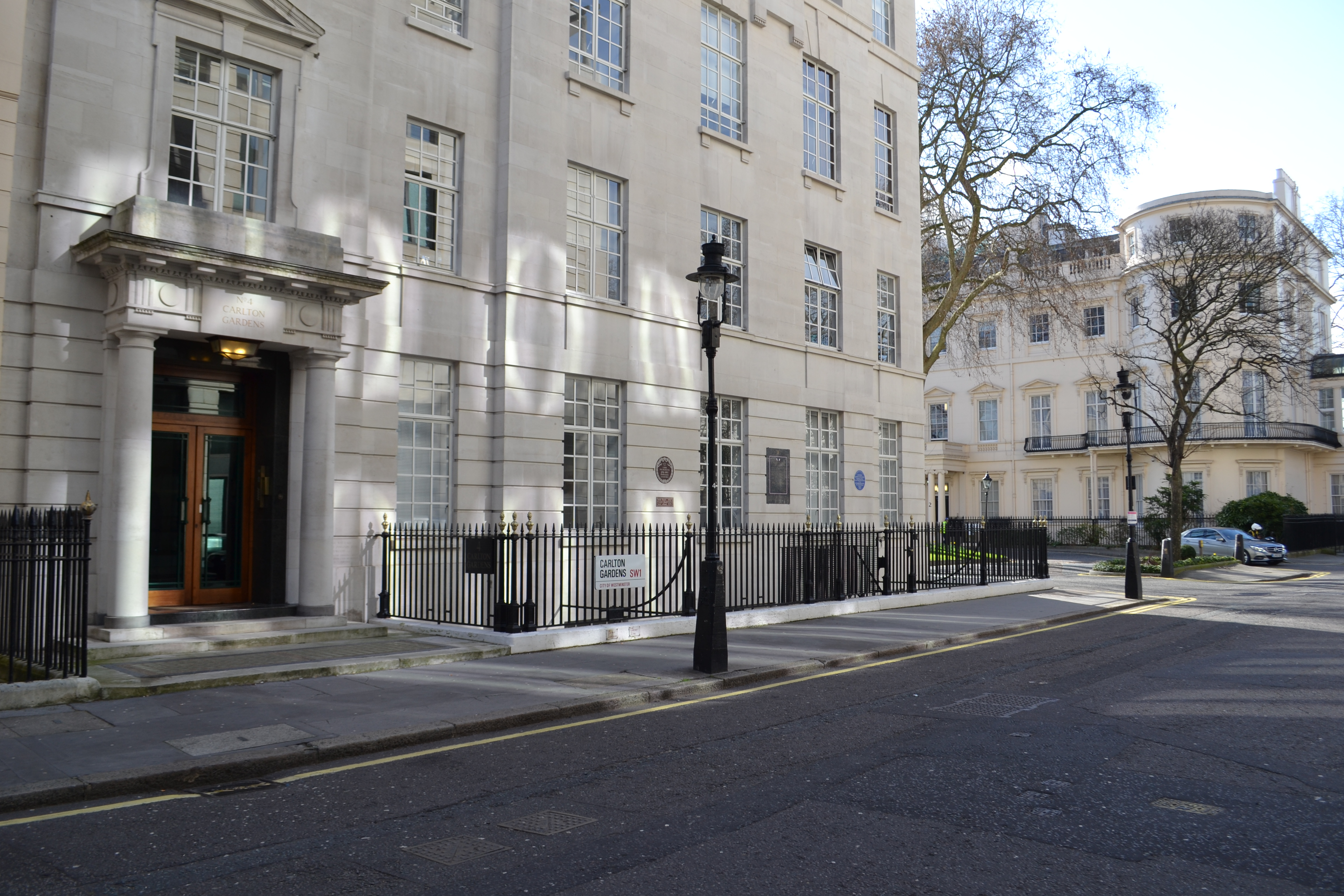
No 4, Carlton Gardens.

Construite entre 1827 et 1832, cette résidence prestigieuse se compose de deux monumentales terraces en stuc blanc, longues de 140 mètres chacune, donnant sur le Mall, séparées par un escalier baptisé Duke of York Steps (les « Marches du duc d'York ») en référence à la colonne du duc d'York se trouvant en haut de celui-ci.
La différence de niveau entre les façades nord et sud fait que le côté donnant sur The Mall compte un étage supplémentaire, soubassement surmonté d'une terrasse, ayant servi à l'origine à abriter les cuisines et les offices. Ce premier niveau est orné de modestes colonnes doriques, alors que l'étage supérieur s'enorgueillit d'une haute et majestueuse colonnade corinthienne.
Au fronton de chaque terrace figure la devise de l'ordre de la Jarretière, ordre de chevalerie britannique : Honi soit qui mal y pense.
À l'extrémité ouest de la résidence se trouve Carlton Gardens, où le général de Gaulle installe le QG des Forces françaises libres en 1940. Une plaque commémorative en témoigne au no 4. De l'autre côté de la place se trouve une statue du général inaugurée par la reine mère le 23 juin 1993 avec la présence entre autres de Jacques Chirac ainsi que de Philippe de Gaulle.
Dans le milieu des historiens de l'architecture, Carlton House Terrace est généralement considéré comme la plus aboutie des réalisations de John Nash.

## Historique

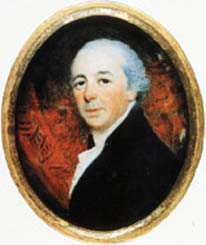
John Nash vers 1798.

L'ensemble est conçu par l'architecte John Nash à l'emplacement de Carlton House, l'ancien palais du prince-régent qui est démoli après que son propriétaire a accédé au trône sous le nom de George IV. À l'origine, John Nash prévoit la construction de six terraces, trois au nord du parc St-James's et trois au sud. Seules deux sont édifiées, celles que nous pouvons voir aujourd'hui. Pour les réaliser, John Nash se serait inspiré des travaux de l'architecte français Ange-Jacques Gabriel, place de la Concorde à Paris.
En 1929, le 4, Carlton Gardens est démoli et reconstruit mais le nouveau bâtiment est en pierre et n'est pas à la même échelle que les bâtiments voisins.
En 1932, il est envisagé de reconstruire Carlton House Terrace. L'architecte Reginald Blomfield propose des plans en ce sens mais ce projet provoque un tollé au Parlement et dans la presse.
Pendant la Seconde Guerre mondiale, Carlton House Terrace est touché par des bombardements.

## Bâtiments remarquables et lieux de mémoire
Carlton House Terrace eut de nombreux résidents connus, dont plusieurs Premiers ministres anglais (tel Lord Palmerston au no 3, de 1851 à 1858). En 1840 et 1841, le prince Louis-Napoléon Bonaparte, futur Napoléon III, réside au no 1 de Carlton Gardens. Le joueur professionnel et homme d'affaires William Crockford (1776-1844), né dans les bas quartiers de Londres, habite au no 11 et y meurt le 24 mai 1844.
C'est au 4, Carlton Gardens, que le général de Gaulle établit son quartier général pendant la Seconde Guerre mondiale.
L'homme politique Boris Johnson, alors secrétaire d'État des Affaires étrangères, réside à Carlton Gardens d'octobre 2016 à juillet 2018.

## Carlton House Terrace aujourd'hui
Carlton House Terrace abrite aujourd'hui essentiellement des bureaux d'affaires ou les sièges de diverses institutions, telles la Royal Society ou l'Institute of Contemporary Arts. Néanmoins, de richissimes particuliers peuvent encore s'y installer : selon un article du Sunday Times paru en 2013, une maison y a été mise en vente au prix record de 250 millions de livres sterling (290 millions d'euros), ce qui en ferait la maison la plus chère jamais vendue en Grande-Bretagne ; quant à la demeure sise au no 3 de Carlton Gardens, elle a été achetée en 2019 par le financier Kenneth C. Griffin pour la somme de 111 millions d'euros.
Carlton House Terrace fait partie des avoirs immobiliers de la couronne d'Angleterre et est à ce titre gérée par le Crown Estate.

## Galerie

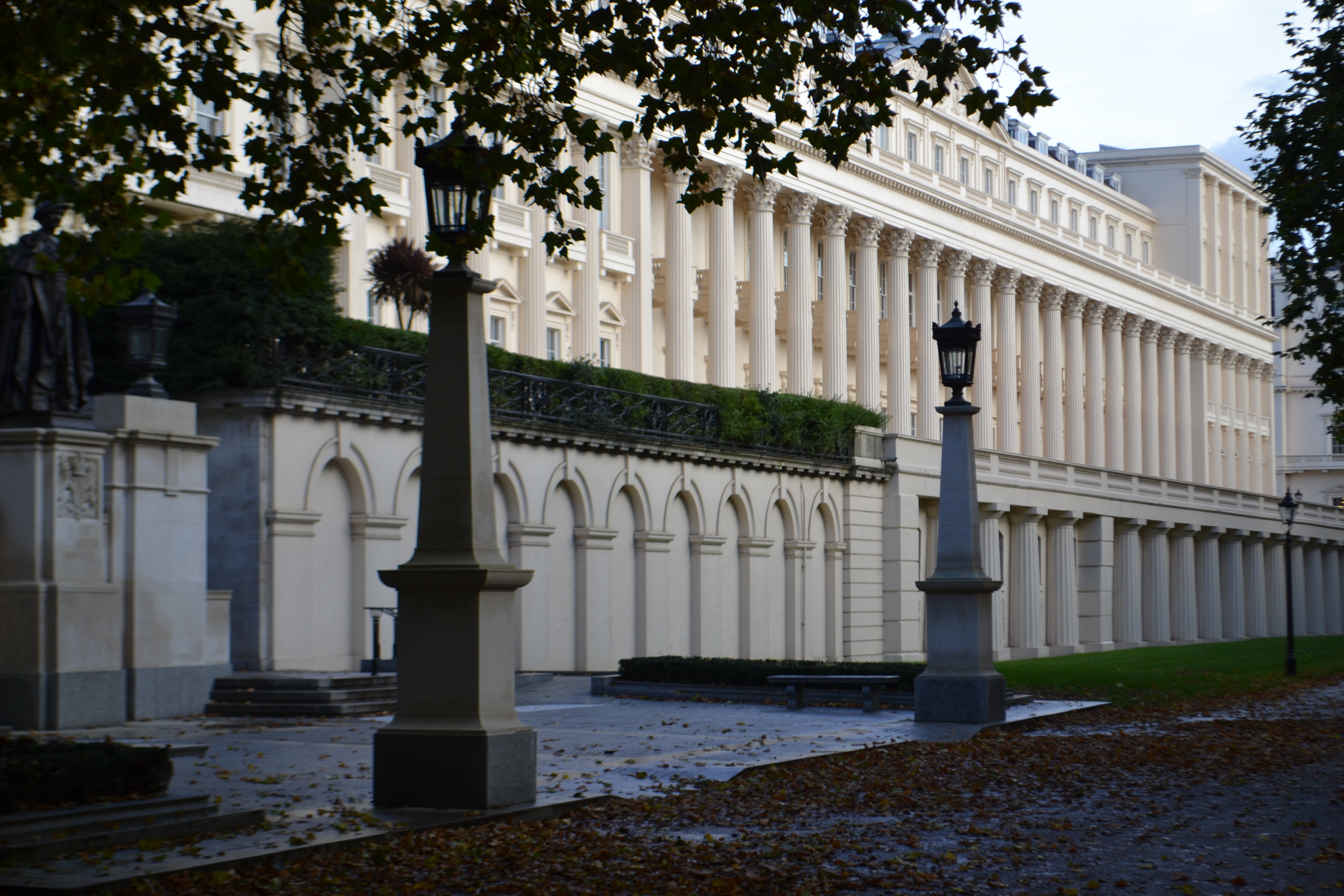
Carlton House Terrace, bâtiment ouest.
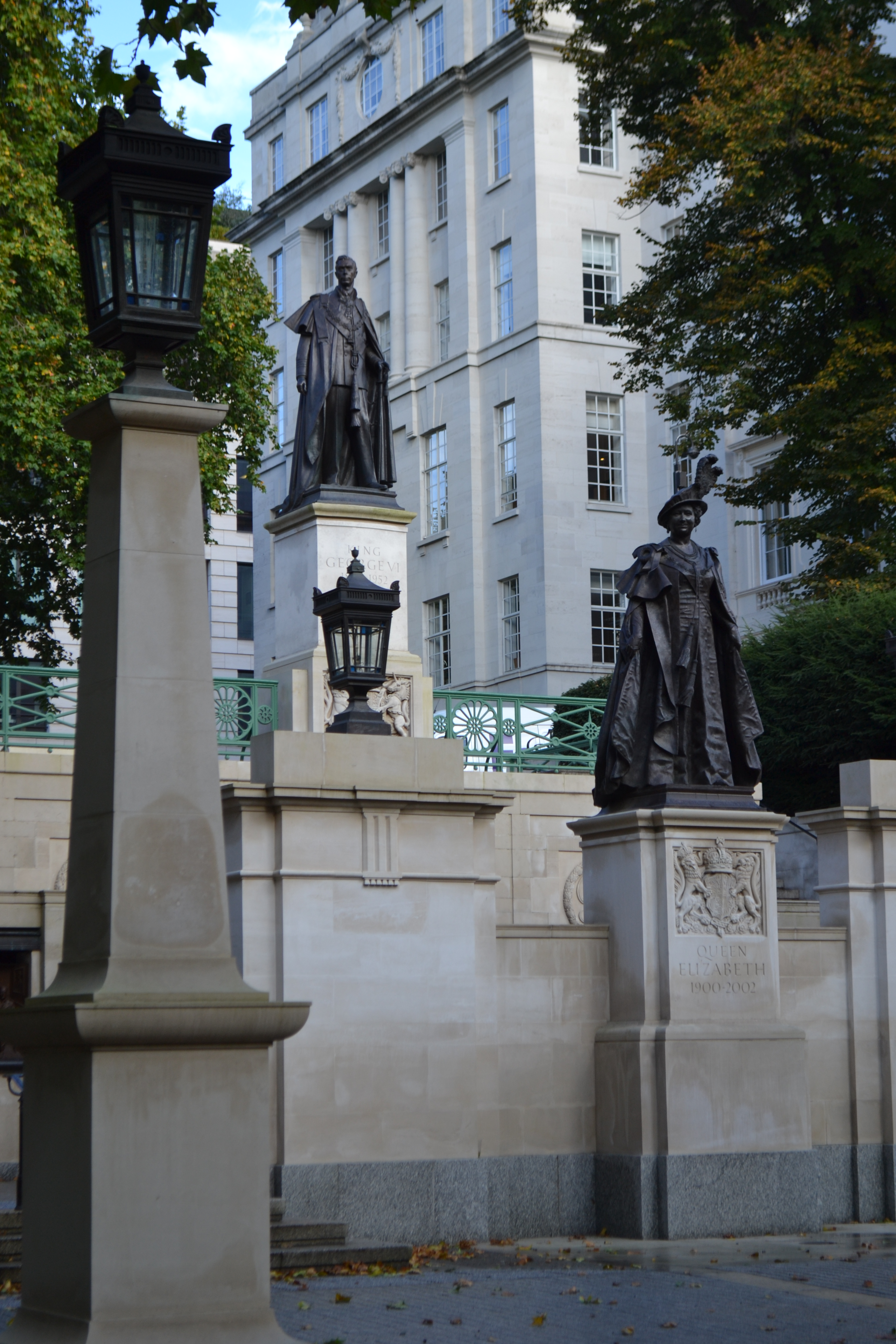
Carlton House Terrace, escalier.
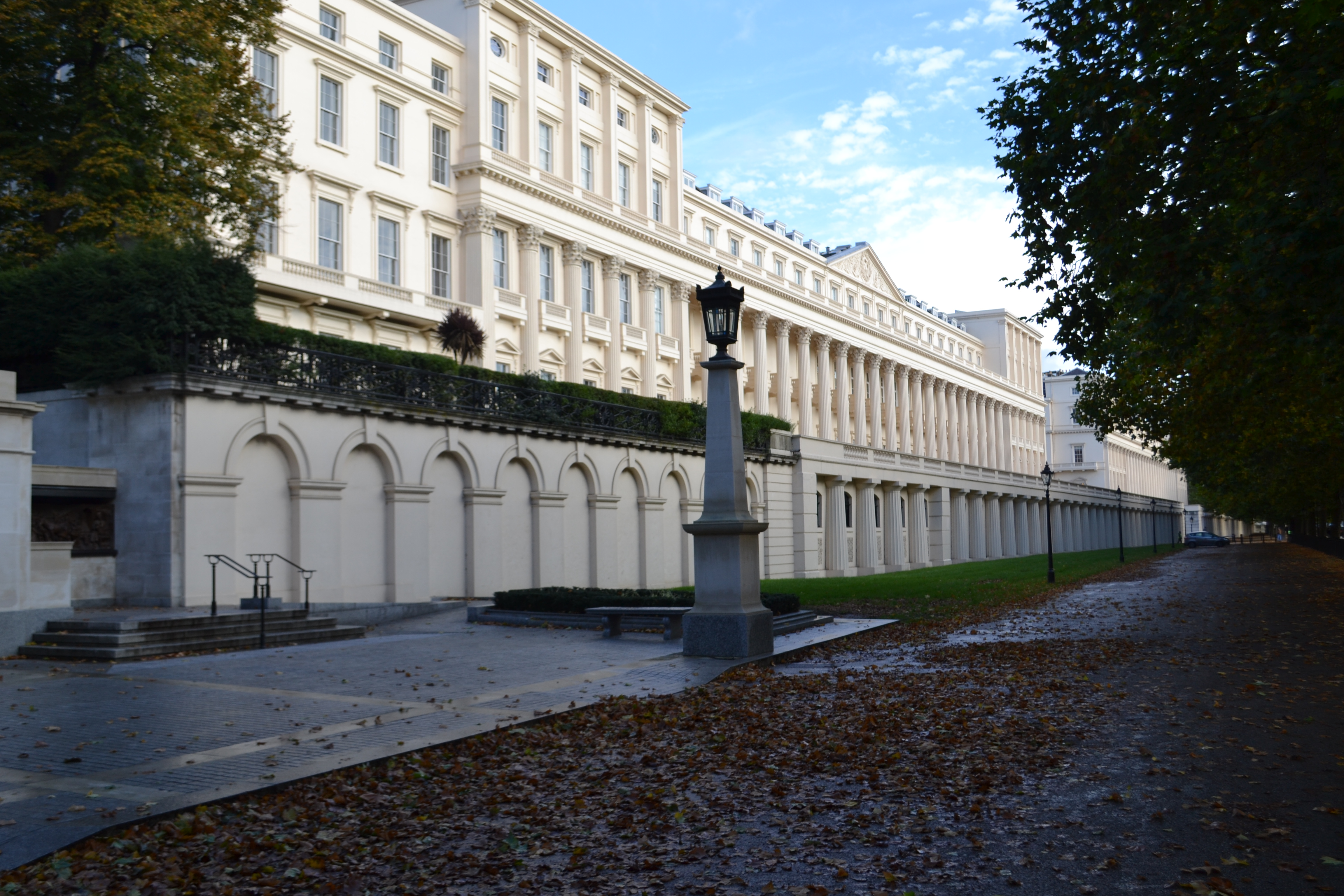
Carlton House Terrace, bâtiment est.